# Cultura Umbu

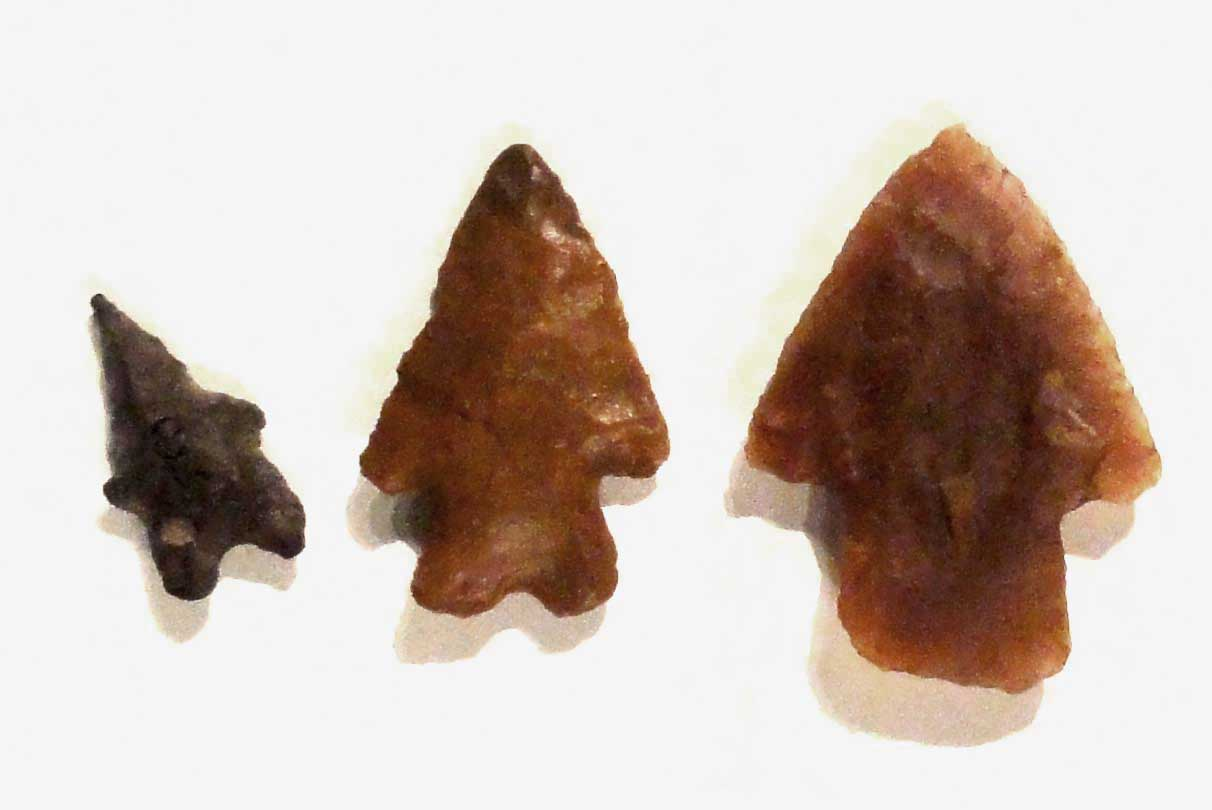
Puntes de fletxa en pedra

La cultura Umbu és una cultura del primer grup de pobles indígenes posseïdors d'indústria lítica que habitaren la regió Sud de Brasil i àrees adjacents de Sâo Paulo, Argentina i Uruguai, ocupant-les fa prop de 12.000 o 13.000 anys. La seua caracterització es va establir a grans trets en la dècada de 1970, sobretot en els treballs d'Eurico Theófilo Miller.
Inicialment, sembla que els pobles de la cultura Umbu, un conjunt de cultures diferents que tenien una tradició tecnològica en comú de treball amb pedra, es concentraren en les zones més altes de la pampa, on fan frontera el Rio Grande do Sul, Argentina i Uruguai. Fa 13.000 anys el món estava eixint de la darrera glaciació, el clima era molt més fred que el de hui, però començava a escalfar-se. El paisatge de la zona de la pampa es caracteritzava pel predomini de camps i sabanes, i llavors era habitada per una megafauna que ja no existeix, amb espècies com Pampatherium typum i peresosos gegants, gliptodonts, toxodons, mastodonts i Hemiauchenia paradoxa.
Aquests pobles eren caçadors recol·lectors nòmades que s'alimentaven d'animals, fruites i mel, i vivien en àrees obertes, construint abrics als cims de turons, des d'on podrien controlar les valls, però també cercaven àrees de rius i coves naturals. Els assentaments a cel obert eren ocupacions efímeres, com campaments; i els rocosos semblen haver estat ocupats i desocupats en cicles repetits. S'han trobat desenes de jaciments arqueològics amb rics vestigis d'aquests pobles, composts típicament per puntes de fletxes bifacials, però també per raspadors, foradadors, percussors, talladors, trituradors, ganivets, pesos de xàrcies, destrals i pics en pedra asclada, generalment de sílex, calcedònia, quars, àgata, basalt i gres, amb marcada preferència per materials fàcilment disponibles de l'indret. Algunes làmines, però, són de pedra polida o semipolida, i altres tenen talls serrats, produïts amb eines d'os. També apareixen conquilles, hams corbs, adorns de grans i dents de tauró, i agulles. Alguns jaciments semblen haver servit principalment o exclusiva com a tallers de producció d'eines. Empraven pigments i també realitzaren gravats rupestres existents en algunes coves. El jaciment Ouro Verde I, al Paranà, preserva prop de 500 gravats, en la majoria figures geomètriques simples, com ara cercles, punts arrenglerats i reixes.

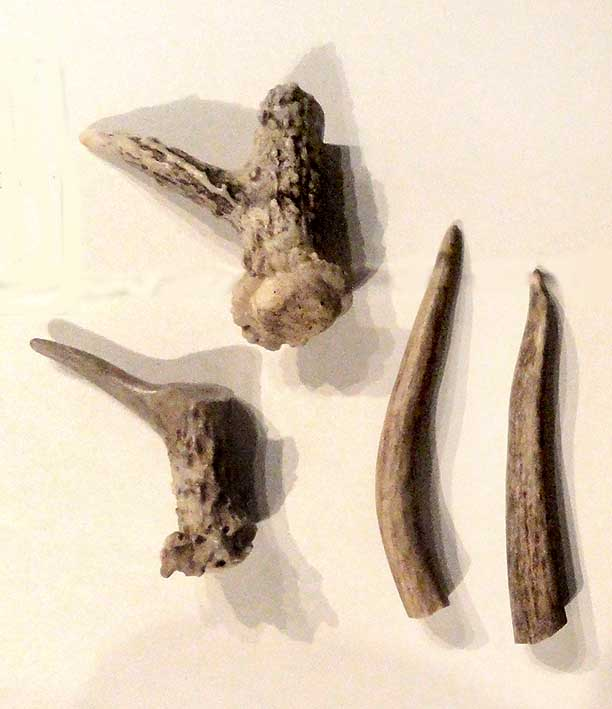
Percussors d'os per a talla de la pedra

Utilitzaven llaços amb boles, una arma per a caçar feta amb tires de cuir trenat amb pesos a les puntes que encara hui empren els vaquers del sud, els gautxos. La seua habilitat la denoten les restes de grans animals prehistòrics trobats als assentament; també s'alimentaven de preses menudes, com ara aus, rosegadors, mol·luscs i peixos, adaptant-se als contextos locals. Probablement usaven el foc per caçar, i degueren ser corresponsables, amb el canvi climàtic, de l'extinció de la megafauna local de fa 8.000 a 4.000 anys, provocant una alteració mediambiental en tota la zona. Amb l'extinció de les grans preses, la seua dieta es degué basar en petits animals, dels quals empraven els ossos per fer adorns i instruments. Però hi ha pocs estudis sobre els seus mitjans exactes de subsistència.
Al llarg de mil·lennis van preservar una cultura notablement homogènia; penetraren en altres territoris, cap a les planes litorals de l'est i sud, on arribaren fa 5.000 anys, i cap al nord, i entraren a Santa Catarina, al Paranà i arribaren a Sâo Paulo. L'avanç cap al nord fou ràpid: hi ha al Paranà un jaciment datat de fa 9.000 anys, però és possible que el litoral haja estat poblat encara abans, a l'entorn de fa 11.000 anys. Com la línia costera ha variat molt en els darrers mil·lennis, és possible que els registres més antics n'estiguen molts metres a sota de l'actual nivell de la mar. Descrivint troballes de l'ocupació del litoral de Rio Grande do Sul, diuen Rierol i Calippo:
"Els seus assentaments eren propers a la llacunes, als llocs sobre dunes, als nivells inferiors dels aterraments... Els llocs dels seus antics habitatges són en àrees de relativament petites dimensions, és a dir, entre 10 m de diàmetre i 40 x 70 m. Això significa petites poblacions, o siga, grups d'uns 20 a 30 individus. Aquests habitatges s'identifiquen per eines de pedra asclada, particularment les puntes de projectil (puntes de fletxa) ... els raspadors, ganivets, ascles preparades, microascles; pedra polida: boles dels llaços, pedres amb depressió semiesfèrica polida ("quebra coco"), que també servien com a batedor i moledor, làmines de destral amb tall(s) lateral(s) -no sabem, de moment, si pertanyen solament a la tradició Vieira, consegüent a la Umbu, o a ambdues- penjolls cilíndrics amb la part més estreta allargada, de calcedònia, pesos de xàrcia, plaques..." etc.
També s'hi trobaren adorns com ara collarets i moltes restes d'animals i plantes usats pels indígenes, com ara dents, ossos, xiulets, fusta, corfes, escamnes, conquilles, llavors i moltes altres coses.

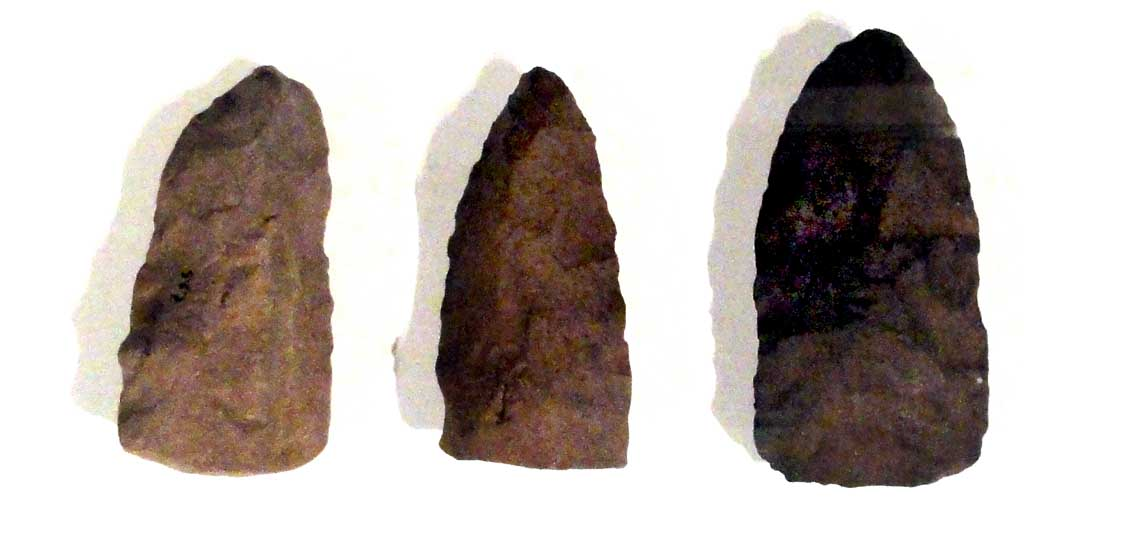
Instruments de pedra asclada

La diferència entre la cultura Umbu i la Humaitá, que sorgeix més tard i domina una indústria lítica més variada, tipificada en general per les grans làmines bifaces i talladors i per l'absència de puntes de fletxes, és difícil i controvertida: hi ha diferents descripcions de les seues característiques i dels objectes que les integren. Altres aspectes, com ara els seus hàbits i ocupació geogràfica, també són disputats. Se suggereix també que totes dues cultures puguen ser variacions adaptatives a contextos locals d'una mateixa tradició. De qualsevol manera, ocupant una zona tan vasta durant tant de temps, és natural que sorgissen variacions culturals i tecnològiques entre els diferents grups.
Fa uns 2.500 anys la regió ocupada per la cultura Umbu va sofrir una invasió del nord per pobles de la cultura guaraní, horticultors i terrissers oriünds de l'Amazònia, que eren territorials i defensaven agressivament els seus dominis. La seua migració pogué ser causada per canvis mediambientals. Hi hauria enfrontaments violents entre les diferents cultures, i això determinaria el declivi progressiu de la cultura Umbu, menys sofisticada, tot i que també hagueren de sorgir formes de contacte pacífic i productiu, com suggereix l'aparició i creixent freqüència de troballes ceràmiques en assentaments Umbu a partir d'aquella data. A Rio Grande do Sul els guaranís només són atestats al voltant del segle V, i molts dels seus hàbits alimentaris es confonen amb els de les cultures anteriors, cosa que pot indicar canvis culturals en ambdues vies. Una altra evolució tardana fou la introducció de la construcció en zones de marjal, de petites muntanyes artificials de terra, de forma oval o circular, anomenats cerritos, on s'assentaven i on es trobaren restes de fogueres i enterraments. En aquesta fase també poden haver-se aprés tècniques d'horticultura, i s'hi han associat estructures subterrànies semblants a trinxeres en l'altiplà sud brasiler, on s'han trobat vestigis ceràmics i fogueres, la funció dels quals és debatuda: poden haver servit d'habitacions, paranys de caça o de defensa. Aquesta evolució donarà origen a la tradició Vieira de ceramistes, a la qual pertanyen els pobles xarrues, Guenoa i minuans.